# Operazione Oldenburg
Secondo documenti emersi dagli archivi anglo-americani, tra i quali spiccano i documenti: "1157 PS" del 29 aprile 1941; "1317 PS" del 1º marzo 1941; e "1017 PS" del 2 aprile 1941, la Germania nazista aveva progettato un piano, conosciuto col nome in codice Operazione Oldenburg (in tedesco Unternehme Oldenburg), il quale delineava la colonizzazione di vasti territori dell'Unione Sovietica quando questa fosse stata sconfitta.
Tale piano prevedeva: la totale germanizzazione della Crimea, della Galizia, dei tre paesi baltici chiamati Ostland, di una parte del bacino del Volga, del territorio intorno a Baku nel Caucaso, della penisola di Kola, e di una parte della Siberia centrale. Dell'Asia centro-meridionale e del Turkestan, i tedeschi volevano farne uno stato musulmano, alleato e ausiliario del Grande Reich, come del resto volevano fare anche con l'Ucraina.